# Меттью Девіс
Ме́ттью Де́віс (англ. Matthew Davis; нар. 8 травня 1978, Солт-Лейк-Сіті, Юта, США) — американський актор. Набув відомості завдяки ролям Ворнера Гантінгтона III в комедії «Білявка в законі» і Аларіка Зальцмана в телесеріалах «Щоденники вампіра» та «Спадок».

## Ранні роки
Меттью Девіс народився 8 травня 1978 року в Солт-Лейк-Сіті, штат Юта, в родині вчителів. Навчався в середній школі маленького містечка Вудс-Кросс, неподалік від Солт-Лейк-Сіті. Після закінчення школи вступив до Університет штату Юта, де зацікавився акторською майстерністю. По закінченні університету переїхав до Нью-Йорку й став навчатися в Американській Академії Драматичних Мистецтв.

## Кар'єра
2000 року Девіс зіграв рядового Джима Пакстона, у воєнній драмі Джоела Шумахера «Країна тигрів» із Коліном Фарреллом. Ця роль стала початком для акторської кар'єри Метта, далі була роль Ворнера Гантінгтона III в комедії Роберта Лукетича «Білявка в законі», що принесла акторові славу. Від 2006 по 2007 рік знімався на телебачення, де брав участь у трагікомедії каналу ABC «Як щодо Браяна». 2009 року дістав роль Аларіка Зальцмана в телесеріалі «Щоденники вампіра», що стала новим проривом для Метта. У 2012 році дістав головну роль блогера Джеффа Сефтона в телесеріалі «Культ».

## Особисте життя
Зустрічався з Зоуї Дешанель, Сельмою Блер, Сарою Ланкастер. В одному з інтерв'ю актор зізнався, що за останніх десять років його стосунки з жінками забрали в нього надто багато сил та енергії. Метт хоче свободи й не має жодного бажання заводити сім'ю.

## Фільмографія
| Кіно        | Кіно                                | Кіно                              | Кіно                        | Кіно |
| Рік         | Назва українською                   | Оригінальна назва                 | Роль                        | Примітки |
| ----------- | ----------------------------------- | --------------------------------- | --------------------------- | --- |
| 2000        | Міські легенди 2                    | Urban Legends: Final Cut          | Тревіс Старк / Тревор Старк | |
| 2000        | Країна тигрів                       | Tigerland                         | Рядовий Джим Пакстон        | |
| 2001        | Перл-Гарбор                         | Pearl Harbor                      | Джо                         | як Метт Девіс |
| 2001        | Білявка в законі                    | Legally Blonde                    | Ворнер Гантінгтон III       | |
| 2002        | Глибина                             | Below                             | Дуглас O'Делл               | |
| 2002        | Штат самотньої зірки                | Lone Star State of Mind           | Джимбо                      | |
| 2002        | Блакитна хвиля                      | Blue Crush                        | Метт Толман                 | |
| 2002        | Шосе                                | Highway                           | Буті                        | |
| 2003        | Дещо краще                          | Something Better                  | Скіп                        | |
| 2004        | Бачачи інших людей                  | Seeing Other People               | Дональд                     | |
| 2004        | Тінь страху                         | Shadow of Fear                    | Гарісон Френч               | Як Метт Девіс |
| 2004        | Висоти                              | Heights                           | Марк                        | Як Метт Девіс |
| 2005        | Тінь якудза (або «До сонця»)        | Into the Sun                      | агент ФБР Шон Мак           | |
| 2005        | Бладрейн                            | BloodRayne                        | Себастіан                   | Як Метт Девіс |
| 2006        |                                     | Bottoms Up                        | Johnny Cocktail             | Як Метт Девіс |
| 2006        | Ментор                              | Mentor                            | Carter                      | |
| 2007        |                                     | Wasting Away                      | Майк                        | |
| 2009        | У пошуках блаженства                | Finding Bliss                     | Джеф Дрейк                  | Як Метт Девіс |
| 2009        | С. Дарко                            | S. Darko                          | Pastor John Wayne           | |
| 2010        | В очікуванні вічності               | Waiting for Forever               | Аарон                       | |
| Телебачення |                                     |                                   |                             | |
| Рік         | Назва українською                   | Оригінальна назва                 | Роль                        | Примітки |
| 2006–2007   | Як щодо Браяна                      | What About Brian                  | Адам Гіллман                | Основна роль: 24 епізоди                                                                                                |
| 2007        | Сутичка                             | Damages                           | Джош Рестон                 | 5 епізодів |
| 2008        | Закон і порядок: Спеціальний корпус | Law & Order: Special Victims Unit | Пі-Джей                     | Сезон 9 — епізод 18: «Trade»                                                                                            |
| 2009        |                                     | Limelight                         | Девід                       | Телефільм |
| 2009        | У простому вигляді                  | In Plain Sight                    | Льюїс Форд                  | Епізод: «Rubble With A Cause», як Метт Девіс                                                                            |
| 2009–2017   | Щоденники вампіра                   | The Vampire Diaries               | Аларік Зальцман             | Телесеріал — 133 епізодів В основному складі — сезони 1 — 3, 5 — 8 сезон Запрошена зірка — сезон 4 : епізоди 2, 22 & 23 |
| 2013        | Культ                               | Cult                              | Джеф Сефтон                 | |
| 2017—2018   | Первородні                          | The Originals                     | Аларік Зальцман             | |
| 2018-2022   | Спадок                              | Legacies                          | Аларік Зальцман             | Основна роль: 16 епізодів                                                                                               |